# Электромагнитная муфта

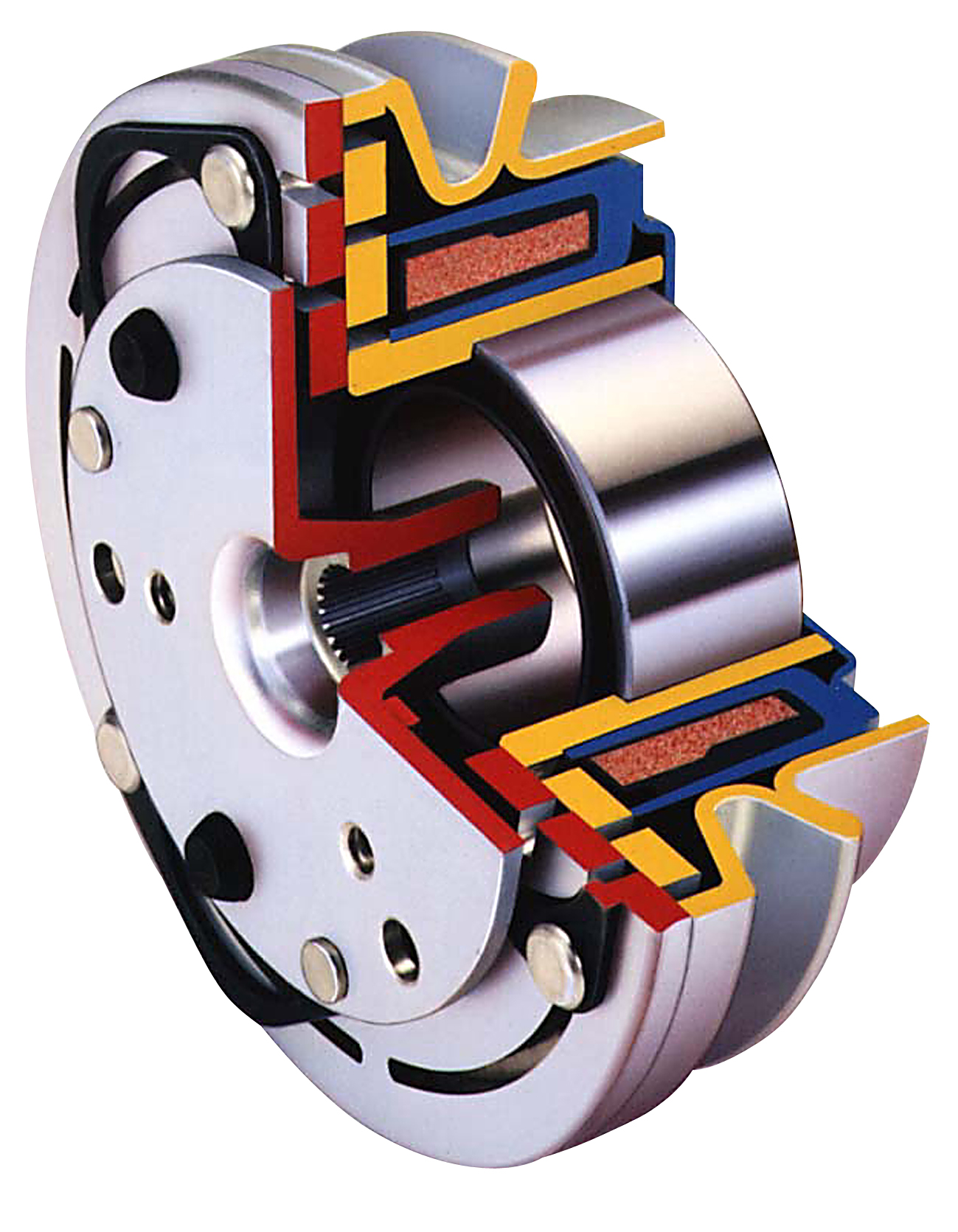
Один из вариантов электромагнитной муфты

Электромагнитная муфта — механическая муфта, в которой крутящий момент, создаваемый внешним источником, передаётся от ведущей части муфты к ведомой механическим трением или зацеплением, параметрически управляемого магнитным полем электромагнита, органически входящего в конструкцию муфты. Всегда электромагнитные муфты используются в автомобильных системах кондиционирования (кроме гибридов и электромобилей), для включения и выключения компрессора, получающего момент с коленвала двигателя через ремень. Электромагнитная муфта позволяет отключить компрессор, когда кондиционер не используется, при этом не снимая ремень с его шкива.

## Основные типы электромагнитных муфт

### Фрикционная электромагнитная муфта
Электромагнитная муфта, исполнительным органом которой являются твёрдые фрикционные детали в виде дисков или конусов. Может быть однодисковой или многодисковой.

### Порошковая электромагнитная муфта
Электромагнитная муфта, исполнительный орган которой представляет собой ферромагнитный порошок, заполняющий зазор в электромагнитной системе между ведущей и ведомой её частями.

### Зубчатая электромагнитная муфта
Электромагнитная муфта, исполнительным органом которой служит пара деталей с мелкими зубьями, расположенными на торцовых или конических поверхностях.

### Электромагнитный тормоз
Электромагнитная муфта, у которой ведущая часть предназначена для неподвижной установки.